# Causa del prete

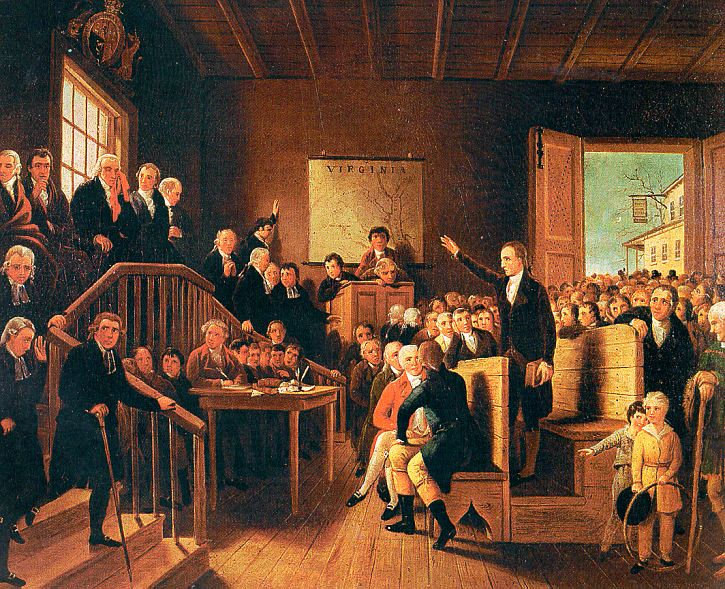
Dipinto di George Cooke del 1834 in cui Patrick Henry arringa durante la causa del prete presso l'Hanover County Courthouse.

La causa del prete (in inglese Parson's Cause) è stato un conflitto legale e politico che ebbe luogo nella colonia della Virginia nel 1763. La vicenda è vista come uno degli eventi che contribuirono alla crescente tensione tra le colonie americane e la Gran Bretagna, anticipando gli sviluppi che avrebbero portato alla Rivoluzione americana.
La "causa del prete" non solo evidenziò il crescente malcontento contro la Corona, ma fu anche uno dei primi episodi in cui si manifestò un'opposizione organizzata alla Chiesa Anglicana in Virginia. La decisione di Patrick Henry di difendere la legge che fissava il prezzo del tabacco simboleggiò il rifiuto delle interferenze imperiali e la difesa dell'autonomia coloniale. Il caso ebbe ripercussioni significative, stimolando altre forme di resistenza politica e contribuendo a formare la base per la futura lotta per l'indipendenza.
Il processo ebbe luogo nella Hanover County Courthouse, un edificio storico che è ancora in uso oggi. Il tribunale si trova vicino alla Hanover Tavern, dove Patrick Henry alloggiava durante il suo intervento legale. Il courthouse è uno dei più antichi ancora in funzione negli Stati Uniti, costruito tra il 1737 e il 1742.

## Contesto storico
Nel 1758, la legislatura coloniale della Virginia approvò una legge nota come Two-Penny Act. Questa legge stabiliva che i contratti pagabili in tabacco, inclusi i salari dei clergymen anglicani, dovessero essere regolati al valore di mercato ordinario del tabacco, che era stato recentemente inflazionato a causa di una serie di cattivi raccolti. Il prezzo del tabacco era salito da due a sei centesimi per libbra, danneggiando così l'equilibrio economico della colonia e favorendo l'inflazione dei salari dei clergymen.
La legge prevedeva che i clergymen venissero pagati solo a due centesimi per libbra, una decisione che non fu ben accolta dalla Chiesa Anglicana. I ministri anglicani, che avevano diritto a ricevere 16.000 libbre di tabacco l'anno, persero notevoli compensi. Il governo britannico, influenzato dalla protesta dei clergymen, annullò la legge nel 1760, ritenendola dannosa per i suoi interessi economici e per il clero della Chiesa Anglicana.

## La causa del prete
Nel 1762, il Reverendo James Maury, un ministro anglicano, fece causa contro la vestria di Hanover per recuperare il salario che riteneva gli fosse stato indebitamente negato a causa del Two-Penny Act. Il caso venne deciso nel novembre del 1763, con il tribunale che stabilì che la richiesta di Maury fosse valida, ma che la quantità di danni dovesse essere determinata dalla giuria.
Patrick Henry, un giovane avvocato allora poco conosciuto, venne incaricato di difendere la vestria di Hanover contro le richieste di Maury. Durante il processo, Henry pronunciò un appassionato discorso, in cui denunciò l'interferenza della corona britannica negli affari interni delle colonie e criticò la decisione del re di annullare la legge.

## Il discorso di Patrick Henry
Il 1º dicembre 1763, durante la fase finale del processo, Patrick Henry sostenne che, annullando leggi come il Two-Penny Act, il re, anziché comportarsi come "padre del popolo", diveniva un "tiranno", perdendo il diritto a ricevere l'obbedienza dei suoi sudditi. Il suo discorso si rivelò straordinariamente influente, contribuendo a rafforzare la sua carriera politica e a consolidare la sua immagine come difensore dei diritti coloniali.

## La sentenza e le conseguenze
La giuria, che aveva il compito di determinare l'importo del risarcimento, assegnò a Maury un risarcimento simbolico di una sola moneta. Questo verdetto minò l'autorità della corona britannica sulla colonia e fu interpretato come un rifiuto di accettare l'annullamento del Two-Penny Act da parte del re.
Il caso segnò un punto di svolta nelle tensioni politiche tra le colonie americane e la Gran Bretagna. La vittoria di Patrick Henry nella "causa del prete" contribuì a consolidare il suo ruolo di leader politico nella Virginia e a rafforzare il movimento di resistenza contro le ingerenze britanniche, che si sarebbero intensificate negli anni successivi con eventi come il Stamp Act del 1765 e la Rivoluzione Americana.